# 글리제 638
글리제 638(Gliese 638)은 허큘리스자리에 있는 주계열성으로, 지구에서 31.9광년 떨어져 있다. 이 별은 변광성으로 추측되며, 겉보기 등급이 8.09에서 8.11까지 변한다. 분광형은 K7V로 태양보다 질량, 밝기, 반경 모두 작다.